# Rosneft
Rosneft  (ruski :Росне́фть) je naftna tvrtka u većinskom vlasništvu Vlade Ruske Federacije. Sjedište Rosnefta je u Moskvi u okrugu Balchug u blizini Kremlja, preko rijeke Moskve. Rosneft je postao vodeća ruska tvrtka za vađenje i preradu nafte i plina nakon kupnje bivšeg naftnog diva Yukosa. U ožujku 2013. Rosneft je postao vlasnik treće najveće naftne tvrtke u Rusiji - TNK-BP, čime je Rosneft postao najveća naftna tvrtka u svijetu.

## Povijesni razvoj
Rosneft je utemeljen 1993. kao jedinstveno poduzeće na temelju imovine koja je prije toga bila u vlasništvu Rosneftegaza, nasljednika sovjetskog Ministarstva nafte i plina. Dne 29. rujna 1995. rezolucijom Vlade Ruske Federacije br. 971 kompanija je pretvorena u dioničko društvo. U listopadu 1998. za predsjednika kompanije je imenovan Sergey Bogdanchikov. U to vrijeme Rosneft je imao dvije zastarjele rafinerije koje su proizvodile manje količine naftnih derivata. Krajem devedesetih se pojavilo nekoliko planova za privatizaciju Rosnefta koji nisu ostvareni. 
Rosneft je povećao proizvodnju nafte s 98,56 mil. barela (13,47 mil. tona) u 2000. na 148,26 mil. barela (20,27 mil. tona) u 2004. U 2004. Rosneft se složio sa spajanjem s drugom ruskom naftnom kompanijom Gazpromom. Planovi spajanja su propali u svibnju 2005. budući se Bogdanchikov nije složio s idejom da Rosneft bude u podređenom položaju u novonastaloj kompaniji.
Rosneft provodi istraživanje i proizvodnju nafte i zemnog plina na otoku Sahalinu, Sibiru i u južnoj Rusiji, uključujući Čečeniju. Kompanija posjeduje dvije rafinerije. Rafinerija u gradu Tuapseu, na Crnom moru, je usredetočena na preradu nafte iz zapadnog Sibira. Druga rafinerija je u gradu Komsomolsku na istoku Rusije. 

### Yukos akvizicija
Od 2004. vlada je organizirala seriju natječaja za prodaju imovine posrnule naftne tvrtke Yukos. Većinu tih natječaja je dobio Rosneft. Dana 22. prosinca 2004. Rosneft je kupio do tada malo poznatu naftnu tvrtku Baikal Finance Group. Tri dana prije toga Baikal je na državnom natječaju kupio Yukosovu podružnicu Yuganskneftegaz (Yugansk). Pripajanjem Yunganska Rosneftu, Rosneft je postao druga po veličini naftna kompanija u Rusiji s proizvodnjom od 1,69 milijuna barela dnevno. U lipnju 2007. Rosneft je platio  $731 milijuna za kupnju Yukosove imovine za transport nafte. Iako je kupnja Yukosa znatno povećala gubitke Rosnefta tvrtka je i dalje planirala utrostručiti prerađivačke kapacitete i proširiti poslovanje u Kini. Bogdanchikov je izjavio da planiraju smanjiti gubitak na 30 % ukupne imovine do 2010.

### TNK-BP akvizicija
Dana 22. listopada 2012. je objavljeno da Rosneft preuzima tvrtku TNK-BP International, koja je bila treća najveća naftna tvrtka u Rusiji. Kao dio dogovora o preuzimanju BP je u zamjenu za svoj udjel primio $12.3 milijardi gotovine i 18,5 % udjela u Rosneftu, dok je ARR dobio $28 milijardi u gotovini. Prema izjavama izvršnog direktora Rosnefta, Igora Sechina, nije bilo rasprave oko otkupa udjela od manjinskih dioničara u TNK-BP. Holding.  Ugovor je kompletiran 22. ožujka 2013.